# Liste der Naturdenkmale in Großrosseln
Die Liste der Naturdenkmale in Großrosseln nennt die auf dem Gebiet der Gemeinde Großrosseln im Regionalverband Saarbrücken im Saarland gelegenen Naturdenkmale.

## Naturdenkmale
| Bild | Bezeichnung                          | Ort                                                    | Beschreibung                                                           | Art | Nr.                                |
| ---- | ------------------------------------ | ------------------------------------------------------ | ---------------------------------------------------------------------- | --- | ---------------------------------- |
| BW   | Rosskastanie Karlsbrunn              | Großrosseln Karlsbrunn 49° 10′ 30″ N, 6° 48′ 37,4″ O)  | vor Haus, Ortsmitte Karlsbrunn                                         |     | ND-277-RVS-GRO (ex: D 5.09.003 ND) |
| BW   | Fichte am Tannenhof - gefällt        | Großrosseln 49° 10′ 2,6″ N, 6° 48′ 32″ O)              | Im sogenannten Tannenhof am Forstwirtschaftsweg, Distrikt 10. Gefällt. |     | ND-278-RVS-GRO (ex: D 5.09.005 ND) |
| BW   | Eiche Karlsbrunn-Ludweiler           | Großrosseln Karlsbrunn 49° 11′ 21,5″ N, 6° 48′ 9,7″ O) | Verbindungsstraße Karlsbrunn–Ludweiler                                 |     | ND-279-RVS-GRO (ex: D 5.09.012 ND) |
| BW   | Eiche Karlsbrunn-Ludweiler - gefällt | Großrosseln Karlsbrunn 49° 11′ 28″ N, 6° 48′ 6,5″ O)   | Verbindungsstraße Karlsbrunn–Ludweiler. Gefällt.                       |     | ND-280-RVS-GRO (ex: D 5.09.013 ND) |
| BW   | Weymouth-Kiefer - Windwurf           | Großrosseln 49° 11′ 5,6″ N, 6° 48′ 17,6″ O)            | 20 m waldeinwärts vom Hessischen Weg. Windwurf.                        |     | ND-281-RVS-GRO (ex: D 5.09.015 ND) |
| BW   | Fichte 1 Villaweiher                 | Großrosseln Karlsbrunn 49° 10′ 18,1″ N, 6° 48′ 45″ O)  | 1. Villaweiher / Karlsbrunn                                            |     | ND-282-RVS-GRO (ex: D 5.09.016 ND) |
| BW   | Fichte 3 Villaweiher                 | Großrosseln Karlsbrunn 49° 10′ 0,5″ N, 6° 48′ 28,4″ O) | 3. Villaweiher / Karlsbrunn                                            |     | ND-283-RVS-GRO (ex: D 5.09.017 ND) |